# قطر في دورة الألعاب البارالمبية الصيفية 2024
قطر في الألعاب البارالمبية الصيفية 2024 شاركت قطر في الألعاب البارالمبية الصيفية 2024 والتي أقيمت في باريس بفرنسا، في الفترة من 28 أغسطس إلى 8 سبتمبر 2024. وتعد هذه هي المرة الثامنة التي تشارك فيها قطر في الألعاب البارالمبية الصيفية بعد ظهورها لأول مرة في الألعاب البارالمبية الصيفية عام 1996م، والتي أقيمت في أتلانتا بالولايات المتحدة الأمريكية بلاعب واحد فقط (صلاح الملا). وشاركت قطر في دورة باريس 2024 بلاعبين اثنين( رجل وسيدة) تنافسوا في رياضة واحدة، ولم يحصلوا على أية ميداليات. ورصيد قطر من الميداليات يبلغ ثلاث ميداليات: فضيتين وبرونزية حصلت عليهما في ألعاب القوى وذلك في دورتي ريو دي جانيرو بالبرازيل عام 1996م وطوكيو باليابان عام 2000، ورغم مشاركة قطر في الألعاب البارالمبية الصيفية في دورات متعددة، إلا أنها لم تشارك قط في الألعاب البارالمبية الشتوية

## المتنافسون
وفيما يلي قائمة بعدد المتنافسين في الألعاب. 
| رياضة       | الرجال | نحيف | المجموع |
| ----------- | ------ | ---- | ------- |
| ألعاب القوى | 1      | 1    | 2       |
| المجموع     | 1      | 1    | 2       |

## ألعاب القوى
| رياضي           | حدث                   | حرارة | حرارة | أخير  | أخير |
| رياضي           | حدث                   | نتيجة | رتبة  | نتيجة | رتبة |
| --------------- | --------------------- | ----- | ----- | ----- | ---- |
| سارة حمدي مسعود | دفع الجلة للسيدات F33 |       |       |       |      |
| علي راضي الرشيد | 100 متر رجال T34      |       |       |       |      |
| علي راضي الرشيد | 800 متر رجال T34      |       |       |       |      |